# La Vie provisoire
Pour plus de détails, voir Fiche technique et Distribution.
La Vie provisoire (La vita provvisoria) est une comédie italienne à sketches coréalisée par Enzo Battaglia, Hervé Bromberger et Vincenzo Gamna (it) et sortie en 1963.

## Synopsis
Film collectif en huit épisodes avec des acteurs non professionnels sur le thème de la futilité de l'existence quotidienne.
1. Un ouvrier est victime d'un escroc qui lui vend un terrain sur la lune ;
2. Deux vieilles filles espèrent être engagées pour un film.
3. Un jeune paysan veut échapper à la vie misérable du village et tue toute la famille qui voudrait l'en empêcher.
4. Un pot-de-vin est perdu dans un bureau d'État.
5. Une future nonne prend un bain dans la mer le jour de son anniversaire.
6. Sur une plage, on assiste à l'amour de deux garçons et à la moquerie cruelle d'un groupe de jeunes hommes riches et vicieux envers leur amie déguisée en femme.
7. Un vieil homme s'amuse à jouer avec des signaux électriques qui perturbent les téléviseurs des voisins.
8. Un agent de l'aéroport cherche un passager en fuite pour éviter une mise en quarantaine.

## Fiche technique
- Titre français : La Vie provisoire[1]
- Titre original italien : La vita provvisoria[2],[3],[4],[5]
- Réalisateur : Enzo Battaglia, Hervé Bromberger, Vincenzo Gamna (it)
- Scénario : Fabio Jegher, Enzo Battaglia, Giorgio Prosperi, Chris Broadbent, Vincenzo Gamna, Gianfranco Mingozzi, Berto Pelosso
- Photographie : Agostino Castiglioni
- Montage : Ugo De Rossi
- Musique : Carlo Savina
- Décors : Cesare Rovatti
- Production : Fabio Jegher
- Sociétés de production : Avers Film
- Pays de production :  Italie
- Langue originale : italien
- Format : Noir et blanc - 1,85:1
- Durée : 93 minutes
- Genre : Comédie à sketches
- Dates de sortie :
  - Italie : 24 janvier 1963

## Distribution
- Paola Pitagora : la fille de Felice Tremoli
- Paolo Graziosi : Toni
- Yves Barsacq : Carloni
- Vicky Ludovisi : Margherita
- Peter Dane : le réalisateur
- Charles Lavialle : Felice Tremoli
- Maria Antonietta Beluzzi : Béatrice
- Cristina Parisi : Sœur Chiara
- Ugo Zerbinati : Spadolini
- Philippe Camus : Francesco
- Adelmo Di Fraia : « Follow Me »
- Leda Guerra : Leda
- Gianfranco Narducci : Franco
- Antonio Venturi : Antonio